# ルイス・マキシミアーノ
ルイス・マヌエル・アランテス・マキシミアーノ（Luís Manuel Arantes Maximiano, 1999年1月5日 - ）は、ポルトガル・セレイロス出身のサッカー選手。リーガ・エスパニョーラ・UDアルメリア所属。ポジションはGK。

## クラブ経歴
ブラガ県のセレイロスに生まれ、13歳でSCブラガからスポルティングCPのユースチームへ加入した。2017-18シーズンにBチームデビューを果たし、2019年9月26日、リオ・アヴェFCとの試合でトップチームデビューを飾った。2019-20シーズンにはリーグ戦23試合に出場したが、翌シーズンはアトレティコ・マドリードから加入したアントニオ・アダンにポジションを奪われ、シーズン2試合の出場に終わった。
2021年8月15日、グラナダCFに移籍金約450万ユーロで移籍し、4年契約を交わした。
2022年7月13日、SSラツィオへ完全移籍。開幕戦に先発出場を果たすも、その試合でレッドカードで退場処分を受けると、以降の試合はイヴァン・プロヴェデルにポジションを奪われ、その後のリーグ戦出場は無かった。
2023年8月16日、UDアルメリアにレンタル移籍した。